# Conus nobrei
Conus nobrei је пуж из реда Neogastropoda.

## Угроженост
Ова врста се сматра рањивом у погледу угрожености врсте од изумирања.

## Распрострањење
Ареал врсте је ограничен на једну државу. 
Ангола је једино познато природно станиште врсте.